# Boris Papandopulo
Boris Papandopulo (* 25 de febrero de 1906 en Honnef; † 16 de octubre de 1991 en Zagreb) fue un compositor y director de orquesta yugoslavo o croata.

## Vida
Boris Papandopulo empezó su carrera musical como director coral y director de orquesta en Split (1935-1938 y muy posteriormente fue también director de la ópera en Split 1968-1974). Luego fue director coral de la orquesta de radiotelevisión y de la ópera en Zagreb (1940-1945), director teatral de la ópera en Zagreb (1943-1945), director de orquesta y director teatral en Rijeka (1946-1948 y 1953-1959), y director de la ópera en Sarajevo. Sus cerca de 400 composiciones comprenden obras orquestales y teatrales, música de cámara, obras para instrumentos solistas, obras religiosas, obras cantadas y corales. Papandopulo combina elementos de la música popular croata con música dodecafónica todo ello unido a una alta demanda de virtuosismo.
Boris Papandopulo tiene en la historia de la música croata un lugar muy especial. Como hijo de Konstantin Papandopulos, un barón de origen griego (a cuyo padre el zar ruso Alejandro III como recompensa por sofocar revueltas en el Cáucaso le donó como patrimonio una ciudad entera: Stávropol) y de la gran cantante croata Maja Strozzi se crio en Zagreb, acabó allí su formación académica y pasó prácticamente toda su vida exclusivamente en Croacia. Después de hacer estudios musicales con Franjo Dugan y el famoso pedagogo musical y compositor Blagoje Bersa, que le dieron clases de composición, se trasladó al Nuevo Conservatorio Vienés, donde se formó como director de orquesta con Dirk Fock. Fou enterrado en el cementerio Mirogoj de Zagreb.

## Obra
En sus composiciones mezcló a menudo influencias del Jazz y del Folklore con innovaciones del siglo XX, como el Dodecafonismo e hizo incursiones en el ámbito de la música ligera y las canciones de moda. 
- Datos: Q893746